# Pogacsics Krisztián
Pogacsics Krisztián (Zalaegerszeg, 1985. október 17. –) magyar labdarúgókapus.

## Pályafutása

### ZTE
Első NB I-es mérkőzésén csereként lépett pályára az FC Sopron ellen 4–0-ra megnyert találkozón 2007. november 10-én. Ekkor Djordje Babalj helyett állt be a 83. percben.
Második mérkőzésére 2008. április 21-ig kellett várnia, amikor egy Budapest Honvéd elleni mérkőzésen 49 percet játszott a sérült Vlaszák Géza helyére beállva.
2008. június 2-án az FC Fehérvár elleni mérkőzésen ő volt a kezdőkapus és végig is védte a meccset, amit otthon 3-1-re elveszített a Zalaegerszeg.
A 2007–08-as szezonban összesen 3 mérkőzésen játszott az NB I-ben (kétszer csereként) és 150 percet töltött a pályán. A ZTE II NB III-as csapatában 28 mérkőzésen védte a kaput (2461 perc). A Ligakupában 11 mérkőzésen volt ő ZTE kapusa.
A következő években főleg a második csapatban védett, összesen 30 mérkőzést az NB II-ben. Utolsó NB I-es mérkőzése a tét nélküli 2010. május 22-i Nyíregyháza Spartacus elleni 4–3-as bajnoki volt. Ezután nem hosszabbította meg lejáró szerződését.

### FC Bihor Oradea
2011 telén a román másodosztályban szereplő FC Bihor Oradea csapatához igazolt.
A román másodosztály tavaszi fordulójának minden meccsét végigvédte. Csapatával az ezüstérmet szerezte meg, ezzel az FC Bihor Oradea feljutott az élvonalba. A sajtó a csapat legértékesebb játékosának tartja. Ősszel a legjobb kapusnak  választották a másodosztályban.

### Panióniosz
2012. január 17-én a görög első osztályban szereplő Panióniosz csapatához került először fél évre kölcsönbe, majd a athéniak opciós jogukat kihasználva a nyáron további három évre szerződtethetik.

### Győri ETO
Szerepelt a román élvonalban a Bihor Oradea színeiben, de kölcsönben játszott a AFC Săgeata csapatában is. 2014 telén a Győri ETO csapatához került fél évre kölcsönbe.

### Puskás Akadémia
A győri csapatot kizárták az élvonalból, így Pogacsics 2015 nyarán a Puskás Akadémia csapatához szerződött, ahol újra az NB I-ben szerepelhetett. A 2015–2016-os szezonban alapembere volt a felcsúti csapatban, azonban az azt követő idényben kiszorult a kezdőcsapatból így 2017 nyarán nem hosszabbította meg lejáró szerződését.

### Balmazújváros
A 2017-2018-as szezont az élvonalban újonc Balmazújvárosi FC csapatánál töltötte, hét bajnokin kapott lehetőséget. 

### Kaposvári Rákóczi
Miután a Balmazújváros kiesett az élvonalból, Pogacsics távozott a csapattól és a szintén másodosztályú Kaposvári Rákóczi csapatához szerződött.

## Sikerei, díjai
ZTE
- Magyar bajnoki bronzérmes: 2007
- Magyarkupa-döntős: 2010

FC Bihor Oradea
- Román labdarúgó-bajnokság (másodosztály) ezüstérmes: 2011

## Külső hivatkozások
- Pogacsics Krisztián: Alig várom, hogy kiderüljenek a képességeim (magyar nyelven). zete.blog.hu
- Pogacsics Krisztián (magyar nyelven). hlsz.hu
- Pogacsics Krisztián (magyar nyelven). mlsz.hu
- Pogacsics Krisztián (magyar nyelven). pfla.hu